# Ex monastero di Sant'Anna sul Prato
Sant'Anna sul Prato è un ex monastero nella zona del Prato, uno spiazzo nella parte ovest del centro storico di Firenze.

## Storia e descrizione
Questa struttura fu edificata ristrutturando il preesistente Spedale dei Lebbrosi di San Jacopo e Sant'Eusebio al Prato, fondato nel 1186, quando l'antico cenobio fu concesso nel 1534 alle monache benedettine provenienti dal convento di Sant'Anna in Verzaia, abbattuto nell'assedio del 1529 come la quasi totalità degli edifici fuori della cinta muraria.

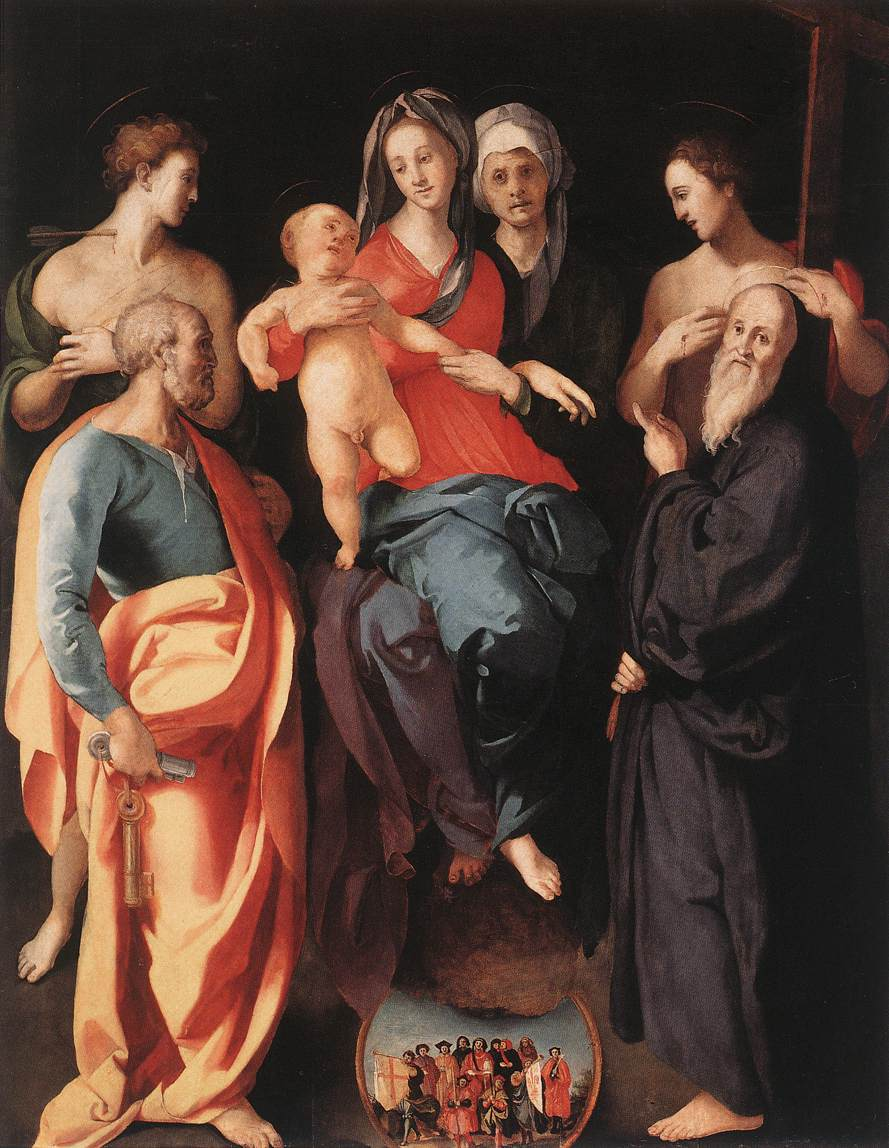
La Madonna col Bambino, sant'Anna e quattro santi è un dipinto a olio su tavola (228x176 cm) di Pontormo, databile al 1528-1529 circa e conservato nel Museo del Louvre di Parigi.

Durante il periodo dell'occupazione francese, Vivant Denon individuò la Madonna col Bambino del Pontormo tra le opere da mandare al Musee Napoleon a Parigi, oggetto di spoliazioni napoleoniche , ma non fu restituito durante la restaurazione. Il monastero sul Prato fu demolito dopo la soppressione napoleonica (1808) ed al suo posto vennero costruite abitazioni civili, accanto al palazzo Sonnino, oggi sede dell'hotel Villa Medici, su progetto dell'architetto, allora giovane, Luigi Cambray Digny.
Gli orti del complesso di Sant'Anna vennero uniti agli Orti Oricellai, ma furono nuovamente divisi quando il facoltoso Ferdinando Cesaroni comprò l'intera area e, dopo l'apertura di via Bernardo Rucellai nel 1900, poté vendere i lotti fabbricabili sul lato occidentale della strada.
Accanto al palazzo dell'hotel c'è un magazzino con postoni di legno fino al soffitto. È il luogo dove viene conservato il Brindellone la grande struttura di legno utilizzata il giorno di Pasqua di ogni anno nella festa tradizionale dello scoppio del carro.

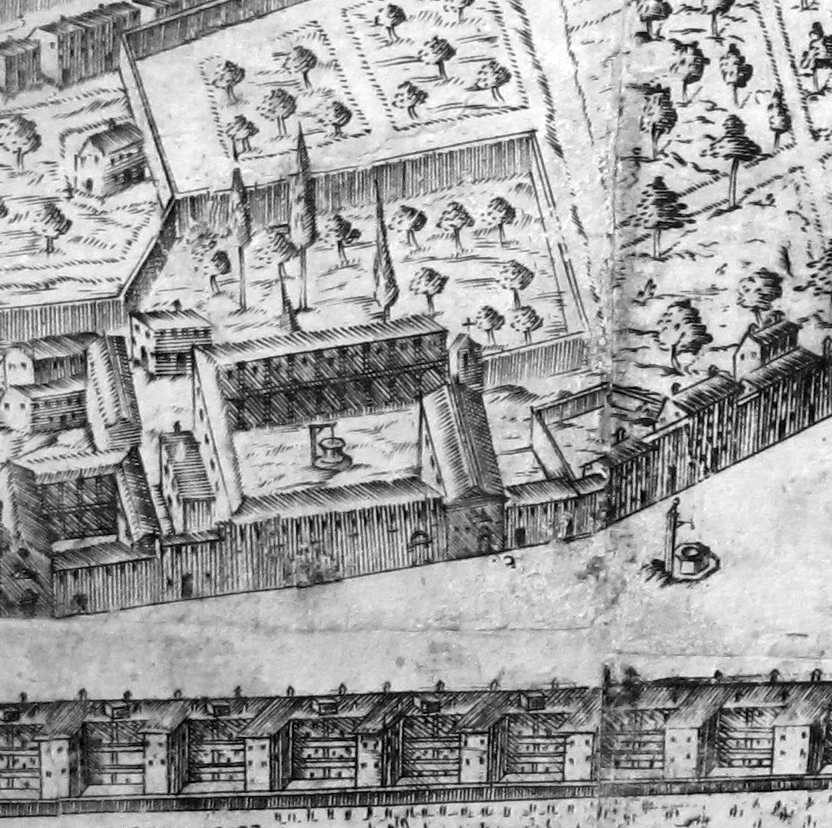
Monastero di Sant'Anna nella pianta del Buonsignori (1594)